# Miroslav Kašpárek
Miroslav Kašpárek (* 6. dubna 1940) byl český politik, v 90. letech 20. století poslanec České národní rady a Poslanecké sněmovny za SPR-RSČ, pak za Liberální stranu národně sociální (později poslanecký klub Občanské národní hnutí).

## Biografie
Ve volbách v roce 1992 byl zvolen do ČNR, jako poslanec za Sdružení pro republiku - Republikánskou stranu Československa (volební obvod Severomoravský kraj). Zasedal ve výboru pro vědu, vzdělání, kulturu, mládež a tělovýchovu.
Po vzniku samostatné České republiky v lednu 1993 se ČNR transformovala na Poslaneckou sněmovnu Parlamentu České republiky. V ní setrval do konce funkčního období, tedy do voleb v roce 1996. Ještě v roce 1993 se profiloval jako loajální člen své strany. V lednu 1993 se zúčastnil rozpravy před volbou prezidenta republiky a spolu s dalšími republikánskými poslanci kritizoval Václava Havla. Prohlásil o něm, že jako silný kuřák není vhodnou osobou pro prezidentský úřad, protože kouření je známkou slabé vůle. Následujícího roku se ale se svou mateřskou stranou rozešel a již před letními prázdninami roku 1994 žádal o vstup do klubu Liberální strany národně sociální (LSNS). 5. srpna 1994 ukončil členství v SPR-RSČ a ještě během srpna se stal poslancem LSNS. V roce 1995 oznámil republikánský poslanec Bohuslav Kuba kritizující vedení své strany, že poté, co poslanecký klub republikánů opustil Miroslav Kašpárek, mělo za ním vedení SPR-RSČ vyslat komando s cílem fyzicky ho napadnout. Útok se prý nakonec neodehrál, protože se jeho členům nepodařilo odpadlického poslance najít. V červenci 1995 patřil Miroslav Kašpárek mezi čtveřici poslanců za LSNS, kteří opustili její poslanecký klub, čímž tento okamžitě zanikl, protože ztratil potřebný počet členů. Obratem pak založili klub nový (po přibrání dalšího poslance), pod stejným jménem, ovšem nyní již bez bývalého člena klubu LSNS a předsedy této strany Pavla Hirše. Tato sněmovní frakce byla počátkem roku 1996 přejmenována na klub Občanského národního hnutí. Kašpárek ovšem v březnu 1996 dával najevo, že uvažuje o vystoupení z tohoto klubu. V té době byl členem formace SD-LSNS.
V senátních volbách roku 1996 kandidoval jako bezpartijní za hnutí NEZÁVISLÍ za senátní obvod č. 66 - Olomouc. Získal ale jen 2 % hlasů a nepostoupil do 2. kola. V komunálních volbách roku 1998 a komunálních volbách roku 2002 neúspěšně kandidoval do zastupitelstva města Olomouc za Českou stranu národně sociální. Profesně se uvádí jako lékař.